# Théodose de Vaison
Théodose de Vaison, (en latin Theodosius), était un religieux du haut Moyen Âge qui fut évêque de Vaison de 541 à 556. 
Il est reconnu comme saint par l'Église catholique romaine et l'Église orthodoxe qui le fêtent le 14 février. 

## Biographie
Il a évangélisé la région de Vaison-la-Romaine. On dit de lui qu'il aimait retrouver la solitude. Il a été évêque de Vaison de  541 à 556.